# Воскресенщина
Воскресенщина — деревня в Струго-Красненском районе Псковской области России. Входит в состав сельского поселения «Новосельская волость».

## География
Находится на северо-востоке региона, в лесной местности.
Уличная сеть не развита.

## История
Снят с учёта решением Облисполкома № 246 от 27.05.1988. Ошибочно числился в списках населённых пунктов.
До марта 2005 года деревня Воскресенщина входила в Молодейскую волость.
В соответствии с Законом Псковской области от 28 февраля 2005 года № 420-ОЗ деревня Воскресенщина, вместе с другими деревнями упраздненной Молодейской волости, вошла в состав образованного муниципального образования Новосельская волость.

## Население
| 2001 | 2002 |
| ---- | ---- |
| 0    | →0   |

## Транспорт
Просёлочные дороги, частично покрылись зарослью.